# Стевен, Фёдор Христианович
Фёдор Христиа́нович Сте́вен (нем. Fredrik Stewen; 1797, Фридрихсгам, Российская империя — 1851, Остенде, Бельгия) — тайный советник, выборгский губернатор, товарищ министра-статс-секретаря по делам великого княжества Финляндского. Один из первых воспитанников Царскосельского лицея (пушкинский выпуск).

## Биография
Родился в 1797 году (по другим данным — в 1798) в Фридрихсгаме в семье управляющего таможней коллежского советника Христиана Стевена (Штевена) (лютеранского вероисповедания, из прибалтийских немцев, занимавших в Выборгской губернии (Старой Финляндии) многочисленные государственные посты. Старшие братья (сводные) — учёный Х. Х. Стевен и генерал А. Х. Штевен-Штейнгейль.
В 1811 году Стевен поступил в Царскосельский лицей (в тот же набор, что и А. С. Пушкин). Родной немецкий язык при плохом знании русского первоначально был помехой в обучении. В дальнейшем учился хорошо, получив среди лицеистов прозвище «швед», но в лицейских журналах участия не принимал. Егор Антонович Энгельгардт, директор лицея (с марта 1816) так описывал своего ученика Стевена:

«Очень добродушный и притом деятельный ученик. Не имея выдающихся способностей, он, благодаря своему прилежанию, принадлежит к лучшим ученикам. Осторожный и скромный в поведении, он редко подвергается наказаниям. Впрочем, в его физическом облике есть что-то беспомощное и тяжеловесное, что, по-видимому, мешает и каждому его духовному порыву».— Характеристики воспитанников лицея в записях Е. А. Энгельгардта
Окончив лицей и получив чин титулярного советника IX класса, Ф. Х. Стевен поступил в 1817 году в министерство просвещения. С 1821 года перешёл на службу сверхштатным чиновником Комиссии финляндских дел в Петербурге. После её ликвидации с 1826 года он служил вторым, а с 1832 года первым экспедиционным секретарем 1-го отделения Финляндской Е.И.В. канцелярии. В 1839 году назначен выборгским губернатором. С 1844 года Стевен служил товарищем министра-статс-секретаря великого княжества Финляндского. В 1849 году получил чин тайного советника.
Фёдор Христианович Стевен принимал участие в праздновании лицейских годовщин, был близким другом лицеиста В. Д. Вольховского. Присутствовал и в 1836 году на праздновании 25-летия лицея — последней встрече лицеистов, в которой участвовал А. С. Пушкин. Скончался в возрасте 53 лет во время путешествия за границу в 1851 году в бельгийском городе Остенде.

## Семья
Был женат на двоюродной сестре Софии Маркевич, детей не имел.